# Peter Sackenheim
Peter Sackenheim (Lebensdaten unbekannt) war ein deutscher Fußballspieler.

## Karriere

### Vereine
Sackenheim gehörte dem Duisburger SpV als Abwehrspieler an, für den er in den vom Westdeutschen Spiel-Verband organisierten Meisterschaften von 1920 bis 1922 im Gau Berg-Mark, danach bis 1927 im Gau Niederrhein, Punktspiele bestritt.
In dem zu Beginn noch in vier Kreisen unterteilten Gau Berg-Mark, ging er mit seiner Mannschaft als Sieger aus der Kreisliga Duisburg hervor und setzte sich im anschließenden Halbfinale und Finale mit 2:1 und 4:3 jeweils nach Verlängerung über den Düsseldorfer SC 1899 und dem Cronenberger SC durch, wie auch in der unter den Meistern der fünf Gaue ausgespielten Endrunde um die Westdeutsche Meisterschaft. Nach diesen drei regionalen Titeln, nahm er mit seiner Mannschaft auch an der Endrunde um die Deutsche Meisterschaft teil. Seine ersten beiden Endrundenspiele bestritt er mit dem Viertel- und Halbfinale am 22. und 29. Mai 1921 beim 2:1-Sieg n. V. über den Hamburger SV – mit seinem Tor in der 112. Minute sorgte er für das Erreichen der nächsten Runde –  und der 1:2-Niederlage nach Verlängerung bei Vorwärts 90 Berlin.
Während seiner Spielzeit im Gau Niederrhein folgten vier regionale Meisterschaften in Folge und infolgedessen – Teilnahme bedingt – drei Westdeutsche Meisterschaften. Er nahm des Weiteren noch viermal an der Endrunde um die Deutsche Meisterschaft teil und bestritt insgesamt sechs Spiele, wobei er am 25. Mai 1924 mit seinem einzigen Einsatz und am 24. Mai 1925 jeweils gegen den 1. FC Nürnberg im Halbfinale mit 1:3 und 0:3 aus dem Wettbewerb ausschied. Am 16. Mai 1926, bei der 1:3-Niederlage gegen den Hamburger SV und am 8. Mai 1927, bei der 4:5-Niederlage nach Verlängerung beim BSC Kickers 1900, ereilte ihn und seinem Verein das „Aus“ bereits im Achtelfinale.

### Auswahlmannschaft
Als Spieler der Auswahlmannschaft des Westdeutschen Spiel-Verbandes nahm er am Wettbewerb um den Kampfspielpokal teil und unterlag am 4. Juli 1926 im Müngersdorfer Stadion in Köln der Auswahlmannschaft des Süddeutschen Fußball-Verbandes vor 30.000 Zuschauern mit 2:7. Von den sieben Toren wurden allein sechs von drei Spielern des FC Bayern München erzielt; dreimal Josef Pöttinger, zweimal Franz Dietl und einmal Ludwig Hofmann.

## Erfolge
- Westdeutscher Meister 1921, 1924, 1925, 1927
- Meister Gau Niederrhein 1923, 1924, 1925, 1926, 1927
- Meister Gau Berg-Mark 1921
- Kreismeister Duisburg 1921
- Kampfspielpokal-Finalist 1926